# Tera Patrick
Tera Patrick, eg. Linda Ann Hopkins Shapiro, född 25 juli 1976 i Great Falls, Montana, är en amerikansk porrskådespelerska.
Hennes far är brittisk och hennes mor är thailändsk. Tera Patrick gifte sig den 9 januari 2004 med Evan Seinfeld, basist och sångare i musikgruppen Biohazard.
2004 porträtterades hon av Timothy Greenfield-Sanders i hans bok XXX: 30 Porn-Star Portraits och film Thinking XXX.

## Priser och nomineringar
- 2001: AVN Award – Best New Starlet
- 2002: AVN Award – Best Tease Performance
- 2005: AVN Award Nominee – Best All-Girl Sex Scene (Video)
- 2007: AVN Award Nominee – Contract Star of the Year
- 2008: AVN Award Nominee – Best All-Girl Sex Scene (Video)
- 2008: AVN Award Nominee – Best Couples Sex Scene - (Film)
- 2009: AVN Award Nominee – Best Solo Scene
- 2009: AVN Award Nominee – Best All-Girl 3-Way Sex Scene
- 2009: AVN Award – Hall of Fame
- 2010: AVN Award Nominee – Best Couples Sex Scene (tillsammans med Evan Seinfeld)[10].